# شهر دانشگاه شیانلین

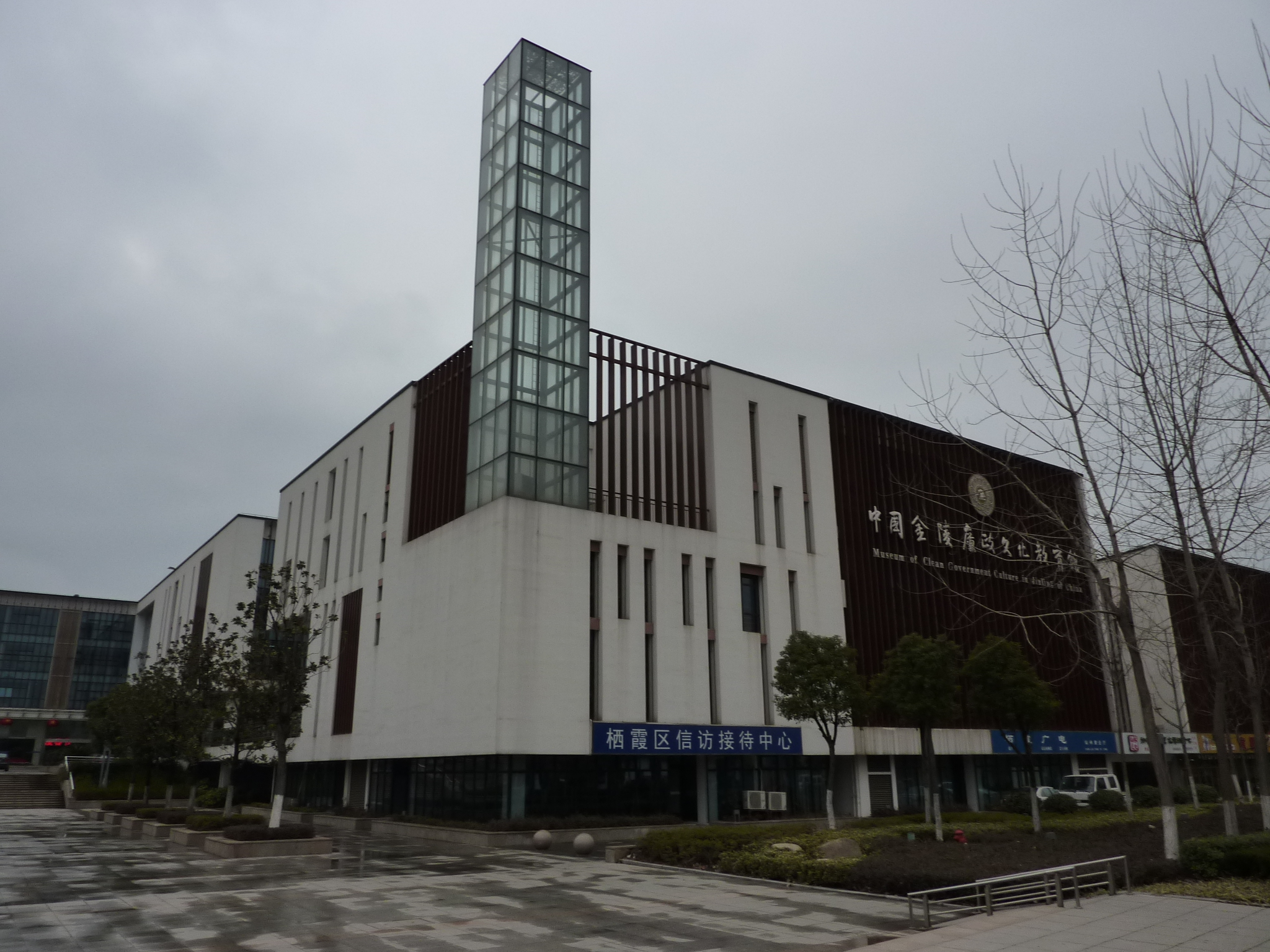

شهر دانشگاه شیانلین، یک مجموعه در نانجینگ، چین است که دارای تعدادی از موسسات آموزش عالی پیشرو است. شیانلین که در سال ۱۹۹۵ برنامه‌ریزی و در سال ۲۰۰۲ تأسیس شد، اولین شهر دانشگاهی در چین است. شیانلین محل استقرار ۱۲ مؤسسه آموزش عالی مانند دانشگاه نانجینگ، دانشگاه عادی نانجینگ و دانشگاه پست و مخابرات نانجینگ است که به آنها امکان می‌دهد منابع دانشگاهی را به راحتی به اشتراک بگذارند.
در سال ۱۹۸۹، زمانی که شیانلین یک ملک توسعه نیافته روستایی در نانجینگ بود، دولت تصمیم گرفت این منطقه را توسعه دهد تا نیازهای توسعه شهری را برآورده کند. این منطقه در سال ۱۹۹۵، هفت سال قبل از شروع ساخت، به عنوان یک مرکز آموزش عالی برنامه‌ریزی شد. در سال ۲۰۰۱، این منطقه به‌طور رسمی شهر دانشگاه شیانلین نام گرفت. اولین دانشگاهی که پردیس خود را در شیانلین افتتاح کرد، دانشگاه عادی نانجینگ بود.
در نوامبر ۲۰۱۱، یک شورای آموزشی در مقطع کارشناسی تأسیس شد. این شورا به منظور ترویج شیوه‌های آموزش عالی مدرن برای جذب دانشجویان بین‌المللی و همگام شدن با روندهای جدید در آموزش ایجاد شد.
"کنسرسیوم توسعه شهر علمی شیانلین" توسط ۱۲ دانشگاه در ۲۵ فوریه ۲۰۱۲ به منظور همکاری در زمینه تحقیق، اشتراک منابع، برنامه‌ریزی رویداد و توسعه یک "شهر علمی" تشکیل شد که هر دانشگاه دارای امکانات علمی خاص خود است. لو بینگ، معاون شهردار نانجینگ در آن زمان، مسئول نظارت بر کمیته مدیریت شهر دانشگاه شیانلین از سال ۲۰۱۴ بود